# Résolution 308 du Conseil de sécurité des Nations unies
Membres permanents
- Chine
- États-Unis
- France
- Royaume-Uni
- URSS

Membres non permanents
- Argentine
- Belgique
- Guinée
- Inde
- Italie
- Japon
- Panama
- Somalie
- Soudan
- Yougoslavie

Résolution no 307 Résolution no 309
La résolution 308 du Conseil de sécurité des Nations unies est adoptée à 13 voix contre zéro lors de la 1 626e séance du Conseil de sécurité des Nations unies le 19 janvier 1972, après une demande de l'Organisation de l'unité africaine de tenir des réunions du Conseil dans une capitale africaine. Le Conseil a décidé de se réunir à Addis-Abeba du 28 janvier au plus tard le 4 février. Le Conseil a exprimé sa gratitude à l'Éthiopie pour ses promesses d'accueillir les réunions et de fournir certaines installations sans frais.
Le président du Conseil a annoncé que la résolution a été approuvée à l'unanimité en l'absence de toute objection.
Conformément à la résolution, les 1627e et 1638e réunions du Conseil se sont tenues dans la capitale éthiopienne, afin de discuter de plusieurs questions relatives à la paix et à la sécurité en Afrique.

### Sources
- (en) Cet article est partiellement ou en totalité issu de l’article de Wikipédia en anglais intitulé « United Nations Security Council Resolution 308 » (voir la liste des auteurs).

### Texte
- Résolution 308 sur fr.wikisource.org
- Résolution 308 sur en.wikisource.org